# Ajon (plaats)
Ajon (Russisch: Айон) is een dorp (selo) aan de noordwestelijke kust van het gelijknamige eiland Ajon in het district Tsjaoenski van de Russische autonome okroeg Tsjoekotka in het uiterste noorden van het Russische Verre Oosten. Het is de enige plaats op het eiland. Ajon telt 440 inwoners (2002), waaronder 309 Tsjoektsjen, die met name actief zijn in de (nomadische) rendierhouderij, die sinds de collectivisatie in 1933 in handen is van het kameraadschap Enmitagino, die zich ook richt op de jacht op zeedieren en de bontjacht. In 1950 werd deze staatsonderneming omgevormd tot een kolchoz en in 1968 tot een sovchoz. Ten tijde van de kolchoz had Enmitagino ongeveer 10.000 rendieren, wat later opliep tot 22.000 dieren. Tijdens de perestrojka bleven inkomsten uit en daalde het aantal dieren tot ongeveer 2700 begin 21e eeuw. Sindsdien is er weer sprake van een stijging. Anarchie heerste in de jaren 1990, toen goudjagers de inwoners het leven zuur maakten door overal de grond om te halen (prospecten) en veel rommel te maken. Veel inwoners waren werkloos en aan de drank geraakt rond de eeuwwisseling en ook de criminaliteit nam toe in die tijd.
Bij de plaats ligt sinds 1941 het gelijknamige poolstation  Ajon, dat werd opgezet door de bemanning van de ijsbreker Krasin.
De plaats ligt op 90 kilometer van het districtcentrum Pevek, waarmee het in de zomer is verbonden door de lucht en in de winter (februari tot april) over een winterweg, die echter slecht begaanbaar is.
Bestuurlijk centrum: Pevek

Ajon · Apapelgino(†) · Baranicha(†) · Bystry(†) · Janranaj · Joezjny(†) · Komsomolski(†) · Krasnoarmejski(†) · Rytkoetsji · Valkoemej(†) · Zapadny(†)